# 偶然 (電影)
《偶然》（英語：Last Song in Paris）是1986年上映的一部的香港愛情電影，由楚原執導，主角包括張國榮、梅艷芳、王祖賢、葉童。

## 簡介
敍述家境富裕的當紅歌手Louie（張國榮飾），一次偶然下愛上了電腦廠太子女Julia（王祖賢飾），哪料Louie竟發現Julia是他父親（朱江飾）的女朋友，憤而出走法國。
在法國Louie戀上了越南華僑玉詩（葉童飾），並且共同生活，哪料玉詩在此時患上絕症，最後不治身亡。Louie悲痛欲絕，有輕生念頭。此時Louie長期伙伴Anita（梅艷芳飾）找到他，責罵Louie不思振作。最後Louie出走法國街頭，在寒冬中倒地。Anita扶起他，著他不要辜負玉詩。
終於Louie清醒過來，跟Anita回到香港，重新開始歌手生涯。

## 演員
- 張國榮 飾 Louie
- 梅艷芳 飾 Anita
- 王祖賢 飾 Julia
- 葉童 飾 玉詩
- 朱江 飾 Louie父親
- 田青
- 曹查理 飾 唱片公司總經理
- 許紹雄 飾 唱片公司助理
- 南紅
- 何柏光